# Rémy Vercoutre
Rémy Vercoutre (født 26. juni 1980 i Grande-Synthe, Frankrig) er en fransk fodboldspiller, der spiller som målmand hos den franske klub SM Caen. Han har tidligere spillet for Olympique Lyon, Montpellier og Strasbourg. Med Lyon har han vundet hele fem franske mesterskaber samt en pokaltitel.

## Titler
Ligue 1
- 2003, 2004, 2006, 2007 og 2008 med Olympique Lyon

Coupe de France
- 2008 med Olympique Lyon